# Moche-Kultur

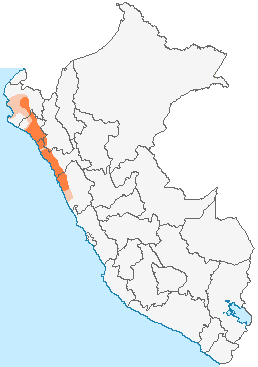
Das Verbreitungsgebiet der Mochica-Kultur in Peru

Die Moche-Kultur (nach dem Fluss Río Moche, auch Mochica) entwickelte sich vom 1. Jahrhundert bis zum 8. Jahrhundert an der Nordküste Perus (Südamerika). Sie hatte wie ihre Nachfolgerin, die Chimú-Kultur, ihr Zentrum in der Gegend der modernen Stadt Trujillo.

## Geschichte und Kultur

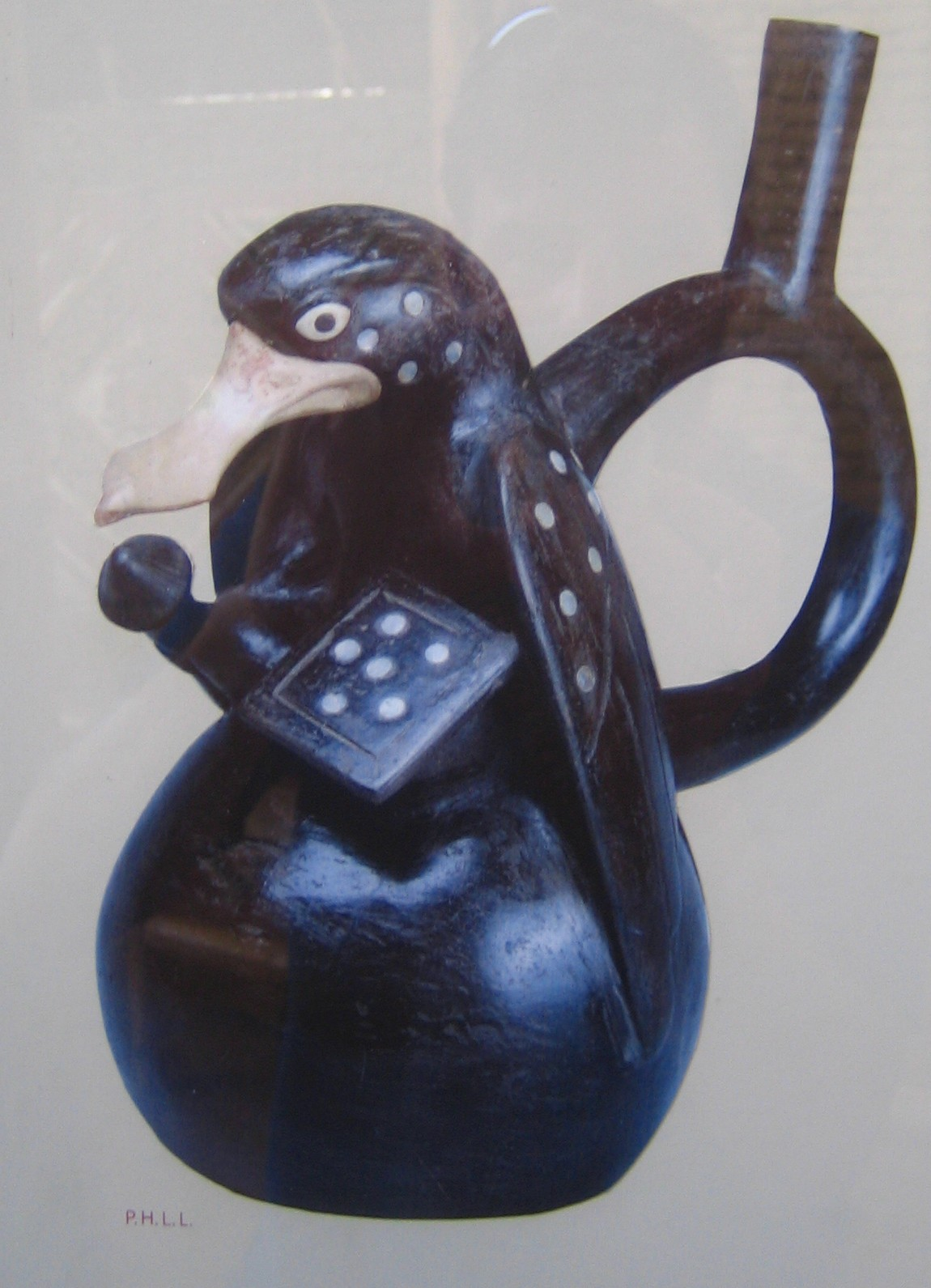
Mochica-Keramik

Entlang bewässerter Täler bildeten sich unabhängige Städte mit eigenen Herrschern und Priesterschaften, die die hochentwickelte Moche-Kultur hervorbrachten. Die Moche-Kultur war eine präkolumbische Zivilisation mit verschachtelter Architektur und komplexem sozialen System. Bemalte Keramiken, wie zum Beispiel die Gabelhalsflasche, zeugen von einer ausgeprägten piktografischen Kultur und Wissensvermittlung. Zudem entwickelten die Moche in dieser Wüstenregion umfangreiche Bewässerungssysteme und betrieben eine fruchtbare Landwirtschaft. Sie hatten ein Entwässerungssystem entwickelt, das die Wüstenlandschaft in einen fruchtbaren Boden verwandelte.
Die Moche-Kultur hatte ihre größte Ausdehnung in der Blütezeit zwischen 400 n. Chr. und 600 n. Chr. Das Reich erstreckte sich von Vicús im Norden bis Pañamarca im Süden. Die Stadt Moche entwickelte sich zum religiösen und wirtschaftlichen Zentrum. Anhand der Analyse der erhaltenen Keramiken lässt sich die Moche-Zeit in fünf Epochen gliedern. Moche I und II weisen eine expressiv geometrische Keramik auf. In der Moche-Zeit III sind szenografische Darstellungen mit Tieren und Pflanzen zu finden. Moche IV zeichnet sich durch Porträtmalerei und figürliche Darstellungen aus. In der Spätphase Moche V sind die Keramiken mit Malerei überladen und der Malstil ist flüchtiger geworden.
Im 7. Jahrhundert setzen die Funde plötzlich aus. Vermutlich kam es über einen Zeitraum von mehr als 30 Jahren zu mehreren besonders starken El-Niño-Katastrophen mit starken Regenfällen und einer Zerstörung der Bewässerungsinfrastruktur. Wenn eine El-Niño-Katastrophe nahte, wurde mit dem wichtigsten, was die Moche hatten, mit der Opferung junger Menschen, versucht, das Unwetter zu verhindern bzw. es abzumildern. Danach hat eine ebenfalls rund dreißigjährige Dürre die Moche wohl veranlasst, ihre großen Städte aufzugeben und kleinere Siedlungen im Hinterland anzulegen. In dieser Zeit muss es zu einem Bürgerkrieg um die verbliebenen Nahrungs- und Wasserressourcen gekommen sein, in dessen Folge soziale Unruhen und eine andauernde Hungersnot die Moche-Kultur untergehen ließen.
Das Ende der Moche-Kultur wurde durch El-Niño eingeleitet, wie Polarforscher 1990 der Ohio State Universität in Columbos feststellten. Mit Bauten aus Lehmziegeln und fragilen Bewässerungssystemen war die Moche-Zivilsation gegenüber dem Unwetter machtlos.
Hinsichtlich der verfügbaren Technologien kann die Moche-Kultur mit der Kupferzeit und der Bronzezeit in Europa und dem Orient verglichen werden.
Die Moche errichteten mit den beiden Adobe-Pyramiden Huaca del Sol und Huaca de la Luna die größten Bauten des alten Südamerika. Sie besaßen noch keine eigene Schrift, haben aber durch ihre piktographischen Darstellungen ein lebendiges Bild ihrer Welt hinterlassen.
Forscher haben Hinweise auf den Totenkult der Moche gefunden. Demnach ließen sie die Verstorbenen zuerst unter freiem Himmel verwesen, damit durch die daran beteiligten Fliegen die Seele befreit werde und wieder in die Welt hinausgehen könne, um sie erst danach mit Grabbeigaben zu bestatten. Malereien deuten den Forschern zufolge darauf hin, dass die Fliege auch verehrt wurde.

## Wirtschaft
Eine besonders ausgeklügelte Ackerbautechnik und ein Terrassierungs- und Bewässerungssystem, welches das Wasser aus dem Hochland der Anden in der wüstenhaften Region des Rio Moche verteilte, ermöglichten zwei bis drei Ernten im Jahr. Neben Mais, der die Grundlage der Ernährung bildete, konnte eine Vielfalt an Kulturpflanzen nachgewiesen werden (Bohnen, Erdnüsse, Chilis, Avocados, Kartoffeln, Kürbisse, Baumwolle). Ein Teil des Maises wurde zur Herstellung von Chicha, eines alkoholhaltigen Biers, verwendet. Die Moche züchteten Enten, Meerschweinchen und eine Art von Lamas, die speziell an das Küstenklima angepasst war. Der fischreiche Pazifik diente der Moche-Kultur als Eiweißquelle. Das aus dieser Zeit stammende Ceviche ist ein peruanisches Nationalgericht. Als Dünger für die Landwirtschaft wurde das Exkrement von Seevögeln Guano verwendet. Dieser wurde auf Inseln vor der Küste abgebaut und mit dem Boot zu den Bewässerungsgebieten gebracht. Der Handel war für die Moche von existenzieller Bedeutung: Sie pflegten ein weitreichendes komplexes Netzwerk kultureller und wirtschaftlicher Beziehungen mit anderen Völkern.

## Kriege

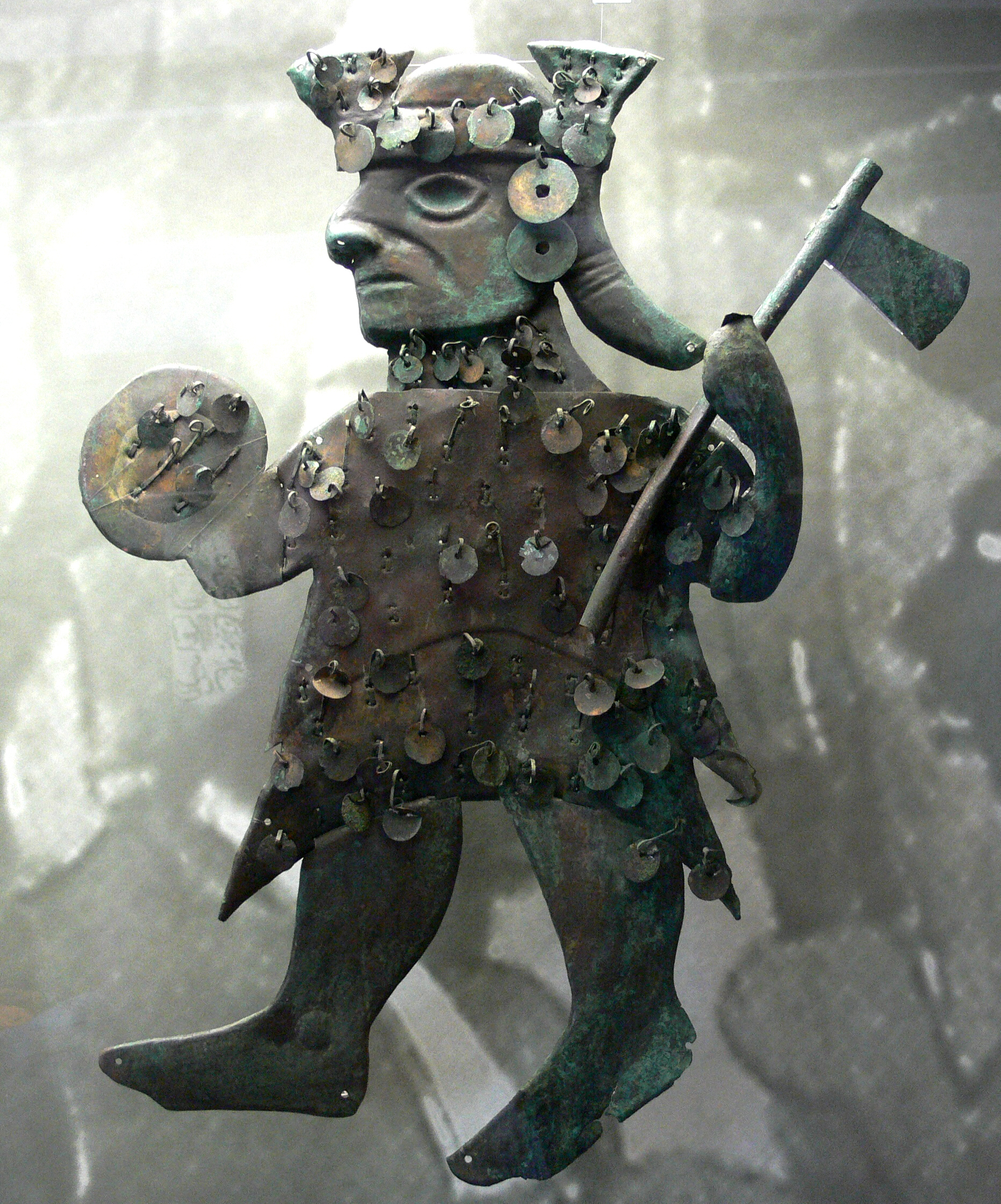
Krieger der Moche

Die Moche führten zahlreiche Kriege mit ritualer Kriegsführung. Überliefert sind Kriegsgräber und Kriegsdarstellungen aus versilbertem Kupfer. Ausgrabungen unterrichten über zahlreiche blutige Rituale, u. a. Menschenopfer, durch die man in der wüstenhaften Gegend die Götter um fruchtbringenden Regen bat. Durch Funde belegt ist die Funktion einer Frau als Hohepriesterin, die etwa auf einer Darstellung dem Herrscher in einem Kelch das Blut der Opfer darbietet. Wer die Opfer waren, wird kontrovers diskutiert. Christopher Donnan und Izumi Shinada nehmen an, dass es sich um Verlierer ritueller Kämpfe unter Mitgliedern der lokalen Eliten handelte. John Verano und Richard Sutter andererseits gehen davon aus, dass die Opfer Krieger waren, die in Auseinandersetzungen mit anderen Moche-Siedlungen oder angrenzenden Völkern gefangen wurden.
Eine Theorie zum Untergang der Moche besagt, dass eine starre Ideologie zu ihrem Ende beigetragen hat. Die Moche steckten in ihre Rituale offensichtlich viel Kraft. Man opferte meist die jungen und produktiven Mitglieder der Gemeinschaft und beraubte sich dadurch vermutlich selbst der Grundlage für eine mögliche Zukunft.

## Handwerk

### Metallverarbeitung
Das Handwerk war hoch entwickelt. Die Moche verfügten über eine ausgeprägte Technologie der Metallverarbeitung. Neben Gold und Silber wurde auch Kupfer verarbeitet. Die Moche beherrschten auch die Technik der Legierung von Kupfer und stellten so Tumbago her. Sie waren bereits in der Lage, Kupferoberflächen zu vergolden.

### Keramik

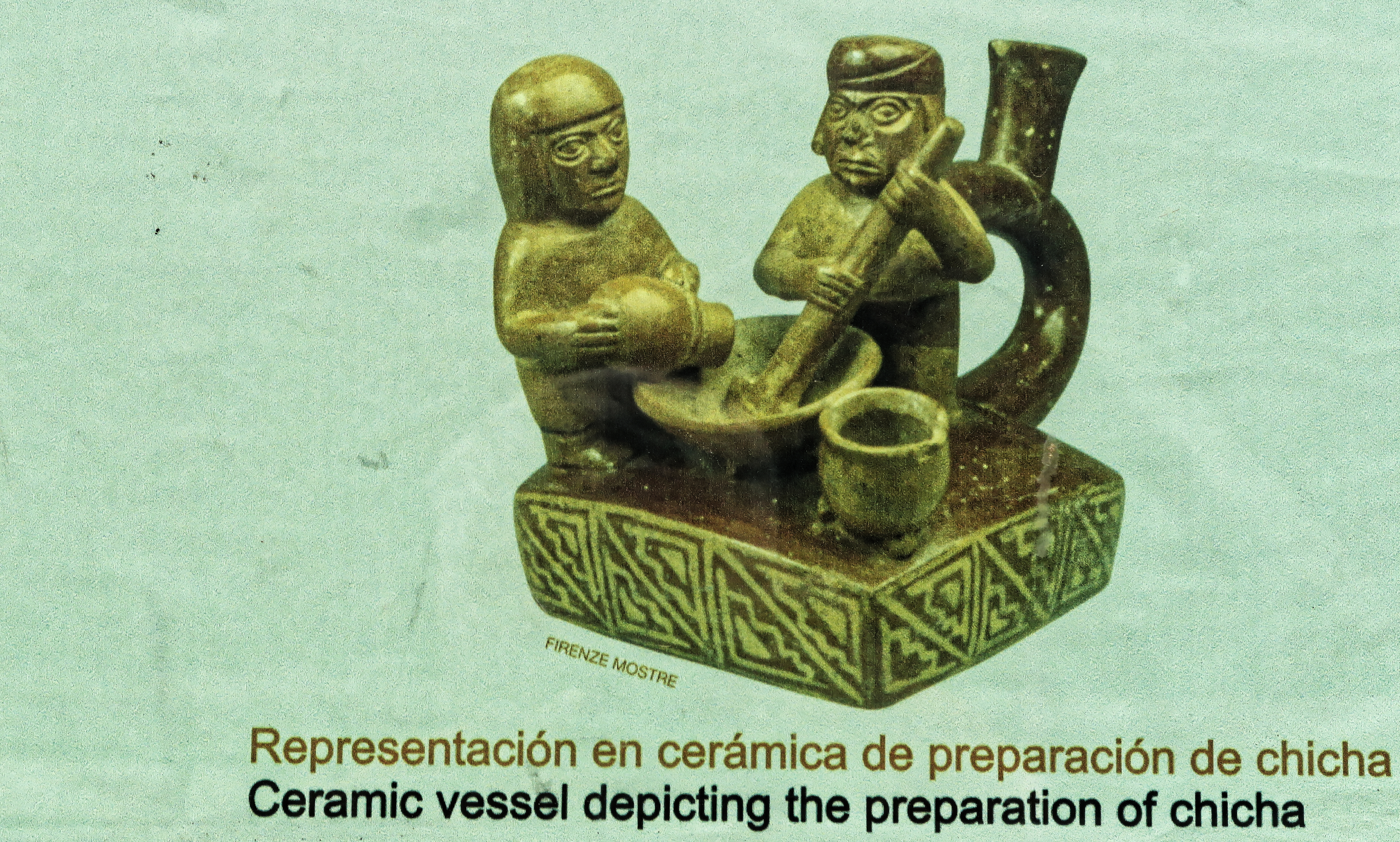
Zubereitung des Getränkes Chicha, Ausgrabungsstätte Huaca de la Luna

Die Werkstücke der Keramik machen einen starken Anteil unter den Fundgegenständen aus und sind so lebensnah, dass sie als „keramisches Bilderbuch“ bezeichnet wurden. Berühmt sind die Steigbügelgefäße, die in ihren lebendigen und realistischen Darstellungen insbesondere bestimmte Menschen, daneben Tiere, Pflanzen, Dämonen, allerlei Tätigkeiten, Krieg, Liebesleben, Rituale und Mythologie bildlich darstellen. Viele Vogelarten und Tiere sind klar erkennbar und eindeutig zuzuordnen. Unklar ist, ob es sich bei den vielfältigen Darstellungen erotischer Gegenstände und überlebensgroßer Geschlechtsteile um spontane, lebensbejahende Äußerungen handelt oder ob auch dieser Zweig, wie viele andere, in den Bereich von Ritus und Religion gehört, wobei namentlich häufige Darstellungen hetero- und homosexueller Analerotik Fragen aufwerfen.
Speziell in der Massenproduktion von Keramikgefäßen fanden immer wieder Modeln Verwendung, die die Herstellung von großen Mengen gleichartiger Gefäße ermöglichten. Als Modeln wurden zweiteilige Formen aus Keramik verwendet, in die der frische Ton eingedrückt wurde. War dieser ein wenig angetrocknet, ließen sich die jeweiligen Gefäßhälften problemlos aus den Formen herausnehmen und zusammensetzen. Obwohl die Nähte anschließend meist sorgfältig verputzt wurden, lassen sie sich bei manchen Gefäßen noch erkennen. Es befinden sich ca. 150.000 teils bemalte und teils figürliche Moche-Keramiken neben Gegenständen aus anderen Materialien in Museen und Privatsammlungen in Deutschland, Europa und den USA. Da fast alle Gegenstände aus Gräbern stammten, versuchte man die dargestellten Mensch- und Tierwesen als Götter zu identifizieren bzw. zu interpretieren. Erst in den späten 1980er Jahren gelang es den Archäologen, Erkenntnisse über die politische und gesellschaftliche Organisation der Moche zu erlangen und Einblicke in die sozialen Strukturen zu gewinnen. Spätere Forschungen ergaben, dass die figürlichen Darstellungen ehemals lebende Persönlichkeiten waren, die Gottheiten verkörperten.
Porträts

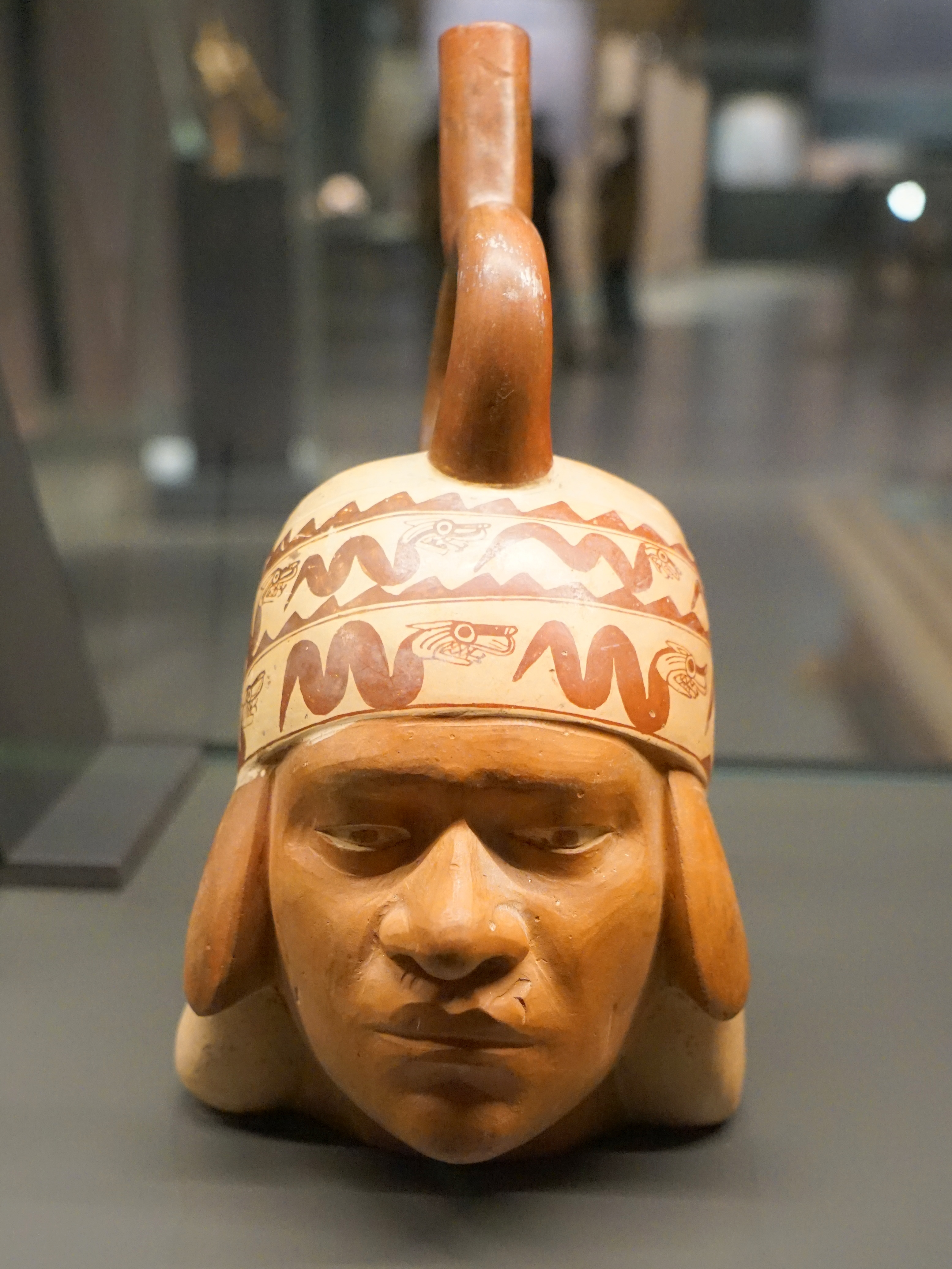
Darstellung des jungen „Cut Lip“, Sammlung Ebnöther

In der Region der rituellen Zentren, zwischen dem Chicama- und dem Virú-Tal, fertigten die Töpfer eine Vielzahl von Porträtgefäßen z. B. Gabelhalsflaschen mit Porträtköpfen, Keramikflaschen in Form von Menschen, Tieren, Pflanzen und deren Mischformen an. Mit ihren realistischen und genauen Darstellungen scheinen sie Persönlichkeiten und konkrete Personen abgebildet zu haben. Die Gefäßfiguren mit Köpfen, Schalen und Flaschen wurden bei rituellen Zeremonien verwendet. Die meisten Porträtgefäße waren Männerdarstellungen. Aus der späteren Moche-Zeit IV, 500 bis 800 n. Chr., sind sehr genaue Darstellungen mit Nasenfalten oder Stirnwölbungen überliefert. Meist wurden die Gussformen für die Fertigung mehrerer Gefäße verwendet, die dann unterschiedlich bemalt wurden. Mit cremefarbenem und rotem Schlicker wurden Stirnbänder, Ohrenschmuck und weiterer Kopfschmuck aufgebracht. Zudem gibt es Gesichtsbemalungen mit Augenbrauen und verschiedenen Stirnbandmustern. Die Köpfe wurden auch mit einem Kopftuch, das unter dem Kinn zusammengebunden war, versehen. Das Gesicht war meist ockerrot, die Augen cremefarben. Es gibt eine Porträtvariante im Museum zu Allerheiligen in Schaffhausen, die einen Mann in den besten Jahren darstellt, dessen Kopftuch Muster mit schlangenartigen Kreaturen und auffälligen Zähnen zeigt. Die Bemalung ist differenziert und feingliedrig und wird als Symbol einer Staatsreligion gedeutet, andere wiederum wurden mit geflügelten Vogelköpfen bemalt. Von mehreren bekannten Porträtgefäßen eines Kriegers befinden sich auf dem einen zwei schwarze, breite, vertikale Bänder, die von der Stirn bis zum Kinn über die Augen verlaufen, genannt Black Stripe. Von dieser Person wurden mehrere Porträtgefäße gefunden, die verschiedene Lebensalter zeigen. Auf einem anderen Flaschenporträt der Sammlung Ebnöther des Museums zu Allerheiligen zeigt das Porträt eine markante Lippennarbe auf der Oberlippe des Cut Lip  genannten Mannes. Es gibt von ihm über 40 bekannte Darstellungen. Sie stammen alle aus hochrangigen Bestattungen. Darüber hinaus wurden auf den Gefäßen auch ganze zeremonielle Szenen dargestellt. Sie waren Bestandteil größerer Grabausstattungen.
Viele Aspekte der Deutung der Porträtgefäße bleiben jedoch unklar.

## Señor de Sipán

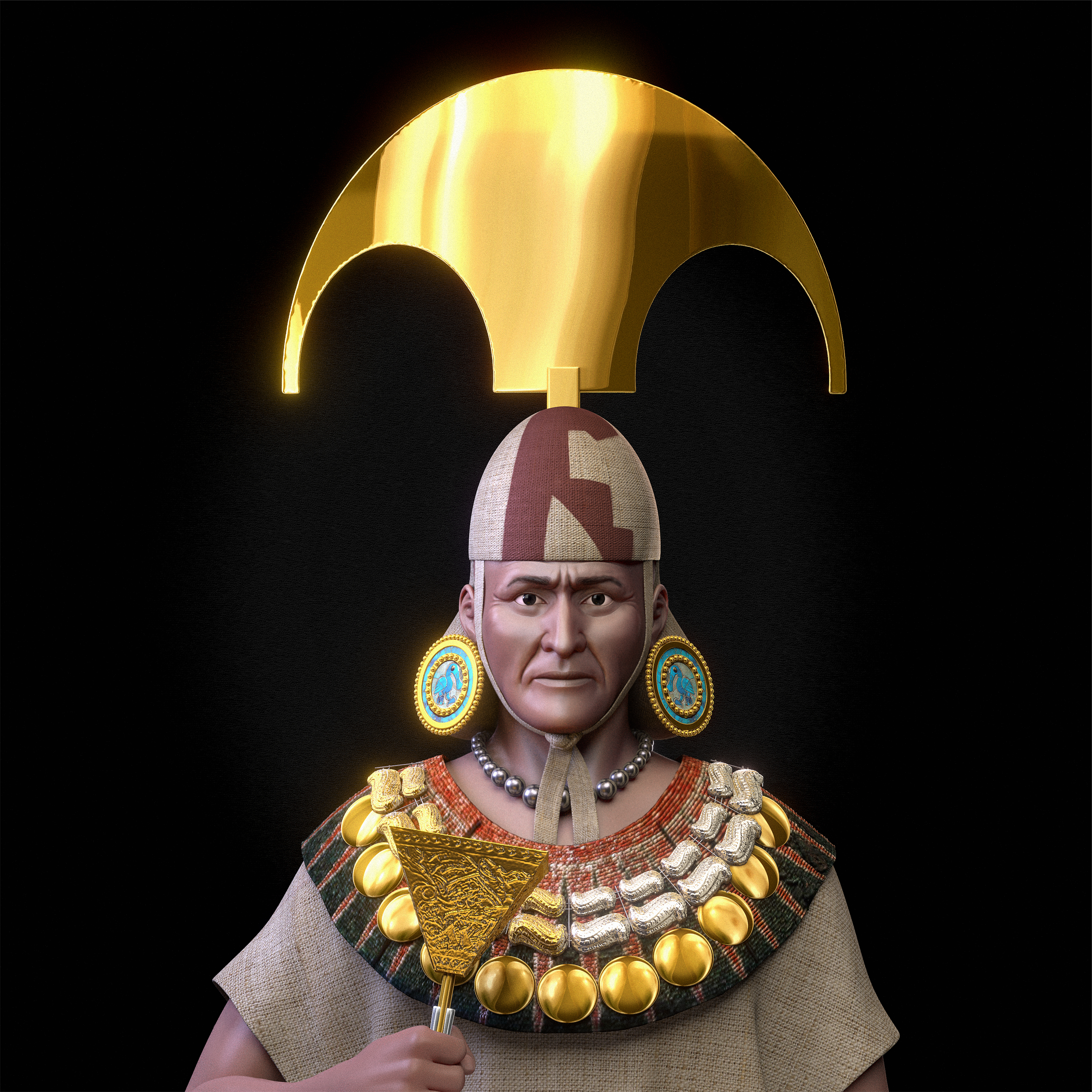
Señor de Sípan - Forensische Rekonstruktion des Gesichts

Bei der Huaca Rajada bei Chiclayo wurde im Februar 1987 die Anlage der Königsgräber von Sipán gefunden und ausgegraben. Den Ausgrabungen unter Walter Alva, dem damaligen Direktor des Museo Arqueológico Nacional Brüning von Lambayeque, waren Grabplünderer zuvorgekommen, doch eine Grabanlage war unberührt geblieben. Es handelt sich um das Grab eines heute als Señor de Sipán bezeichneten Fürsten. In Nebengräbern wurden unter anderem sein Priester und ein Militärbefehlshaber bestattet, damit sie ihm auch nach dem Tod noch dienen können.
Der Herrscher befand sich im Grab in Begleitung seiner Konkubinen und weiterer Angehöriger seines Volkes, von denen zum Zeitpunkt seines Todes einige geopfert worden waren. In der rechten Hand hielt er ein goldenes Zepter, die Grabdarstellung zeigt zu seinen Füßen besiegte und unterworfene Gegner. Kopf- und Ohrschmuck dienten als sichtbare Zeichen der Regentschaft.
2002 ist das Museo Tumbas Reales de Sipán (Museum der Königsgräber von Sipán) eröffnet worden. Es ist einer Moche-Pyramide nachgebildet und zeigt und erklärt die Moche-Kultur anhand von über 400 goldenen, silbernen und juwelenbesetzten Schmuckstücken und dem neuen Mausoleum des „Herrn von Sipán“ (Direktor: Walter Alva Alva).
2009 wurde neben der Huaca Rajada in Sipán das Museo del Sitio eröffnet, das neueste Grabfunde der Königsgräber ausstellt.

## Señora de Cao

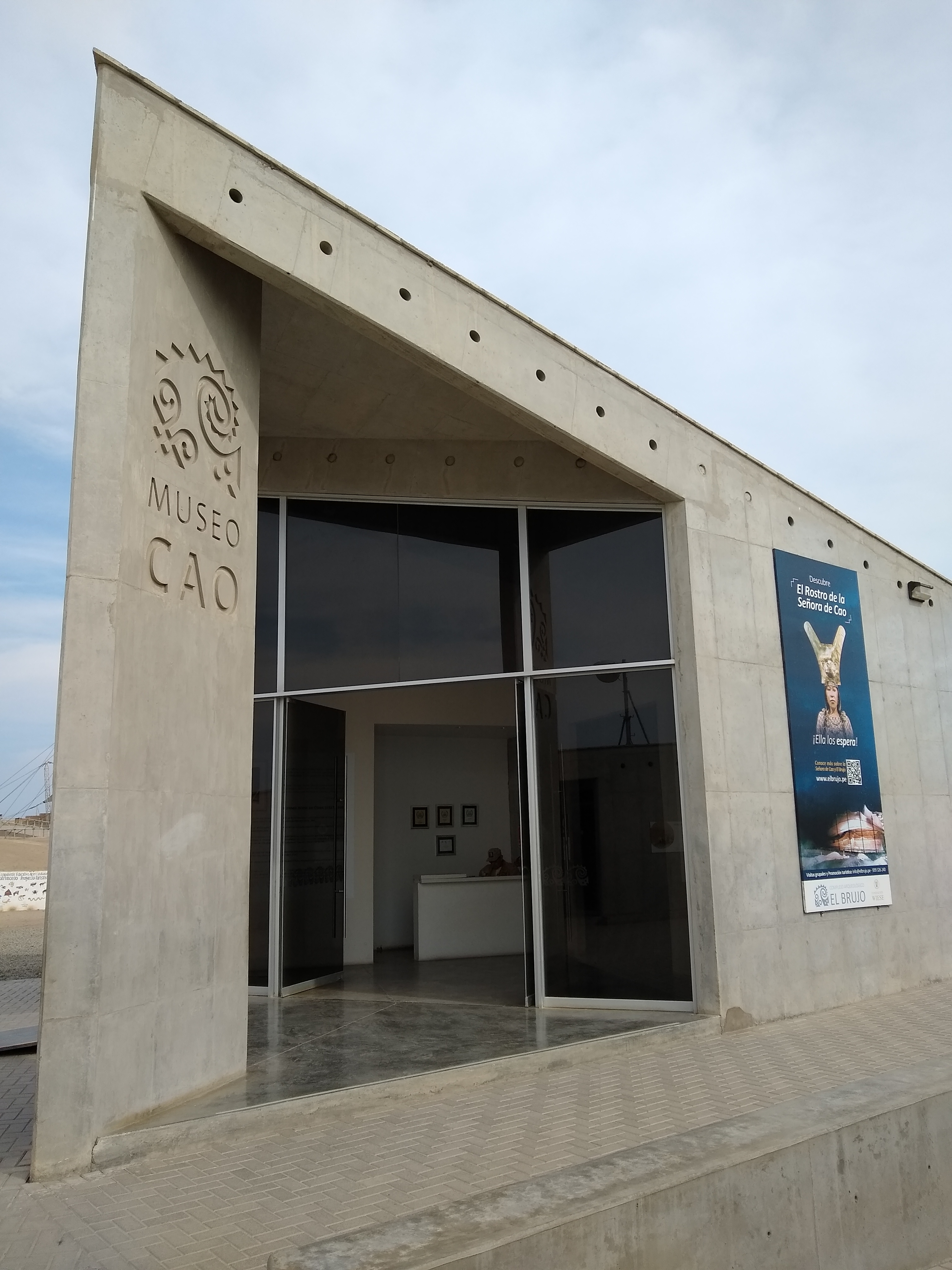
Eingang des Museo Cao, 2019

Die Señora de Cao war eine Herrscherin der Moche-Kultur, deren gut erhaltene Mumie 2005 in der Cao-Pyramide (einer eigens für sie errichteten Grabstätte) gefunden wurde. Die Mumie wurde mit der Unterstützung eines Schamanen von den Archäologen Régulo Franco Jordán und Juan Vilela Puelles geborgen und ist für die Geschichtsschreibung Altamerikas bisher einmalig. Es handelt sich um eine etwa 28-jährige Frau, deren lange schwarze Haare, Finger- und Fußnägel und innere Organe in einem bemerkenswert guten Zustand sind. Sie war schwanger und mit Spinnen und Schlangen tätowiert. Eindeutig als Herrscherin ausgewiesen ist sie durch ihre Grabbeigaben, mit denen bei den Moche ein Herrscher auf die Reise ins Jenseits geschickt wurde (eine Maske aus Gold, die ihr Gesicht bedeckte, kostbarer Schmuck, Keramiken, zwei zeremonielle Keulen und 28 Speerschleudern). Dazu passen die Skelette mehrerer Wachen ebenso wie die Überreste eines strangulierten Mädchens, die der Leiter der Ausgrabungen Régulo Franco Jordán neben dem Grab entdeckte. Der Fund gilt als sensationell, weil er zum ersten Mal eine Frau mit bedeutender religiöser und/oder politischer Macht in der Prä-Inkakultur bezeugt.
Der Ausgrabungskomplex Huaca El Brujo, eine 2 km² große Ruinenanlage etwa 60 km nördlich von Trujillo, hat sich als zentraler Kultplatz der Moche im Chicama-Tal herausgestellt. Seit Mitte 2007 ist die Señora de Cao in einem Museum direkt an der Ausgrabungsstätte zu sehen.
2017 wurde das Gesicht der Señora de Cao rekonstruiert und ausgestellt. Mithilfe von 3D-Technik, Scans und forensischer Analyse wurde das Aussehen nachgebildet. Der Körper wurde ausgemessen und ergab eine Größe von 1,45 m. Als Todesursache wird vermutet, dass es Komplikationen in der Schwangerschaft gab.